# Motorola C350

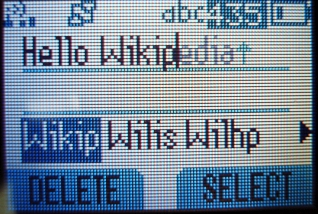
Дисплей Motorola C350.

Motorola C350 — GSM телефон фирмы Motorola. Один из первых телефонов с цветным дисплеем. Фирме Motorola удалось вместить цветной дисплей, 24-голосную полифонию и поддержку GPRS в аппарат ценой $60. К тому же, для соединения с компьютером использовался стандартный интерфейс USB, к которому подходил стандартный кабель «USB — mini USB». Всё это принесло аппарату огромную популярность.
| Общие характеристики                        | Общие характеристики |
| ------------------------------------------- | --- |
| Диапазоны частот                            | GSM 900/1800 |
| Тип корпуса                                 | классический |
| Антенна                                     | встроенная |
| Вес                                         | 80 г |
| Размеры                                     | 101x42x19 мм |
| Звонки                                      | |
| Тип мелодий                                 | полифонические MIDI |
| Число мелодий                               | 32 |
| Виброзвонок                                 | есть |
| Редактор мелодий                            | есть |
| Связь                                       | |
| Интерфейсы                                  | USB |
| Доступ в интернет                           | WAP 1.2.1, GPRS |
| Модем                                       | есть |
| Синхронизация с компьютером                 | есть |
| Сообщения                                   | |
| Дополнительные функции SMS                  | ввод текста со словарём |
| EMS                                         | есть |
| Другие функции                              | |
| Автодозвон                                  | есть |
| Звуковая индикация времени разговора        | есть |
| Режимы кодирования звука HR, FR, EFR        | есть |
| Экран                                       | |
| Тип экрана                                  | цветной STN экран, 4096 цветов |
| Размер изображения                          | число строк — 4, 96x65 пикс. |
| Русификация                                 | есть |
| Индикация                                   | стоимости разговора, времени разговора |
| Мультимедийные возможности                  | |
| Встроенная фотокамера                       | нет |
| Игры                                        | есть |
| Объём встроенной памяти                     | 0.9 МБ |
| Питание                                     | |
| Тип аккумулятора                            | Li-Ion |
| Ёмкость аккумулятора                        | 750 мАч |
| Время разговора                             | 3:30 ч: мин |
| Время ожидания                              | 80:00 ч: мин |
| Время заряда                                | 2:30 ч: мин |
| Записная книжка и органайзер                | |
| Записная книжка в аппарате                  | 100 номеров |
| Обмен между SIM-картой и внутренней памятью | есть |
| Органайзер                                  | будильник, калькулятор, планировщик задач |
| Дополнительная информация                   | |
| Комплектация                                | телефон, аккумулятор, сетевое з/у, инструкция |
| Особенности                                 | сменный корпус, загружаемые темы (мелодия, цветная заставка и цветной хранитель экрана); конвертер валют; SMS-чат; программа для микширования звуковых сигналов в формате MIDI, 5 будильников + напоминания в органайзере, в некоторых модификациях модели нет функции голосового набора, дополнительно можно создать или загрузить до 32 мелодий; java — только встроенные, неудаляемые полные версии Java-игр. Зарядка аккумулятора через кабель USB не предусмотрена. |

## Похожие модели
- Motorola C155 | Motorola C156
- Motorola C139 | Motorola C140
- Motorola C450

- Samsung C100 | Samsung C110

- Siemens A60 | Siemens A62
- Siemens C60 | Siemens C62
- Siemens M55 | Siemens M60

- Sony Ericsson T230 | Sony Ericsson T290

- Hyundai H-MP520

- Voxtel RX100